# Бемпошта (Пенамакор)
Бемпошта (порт. Bemposta) — район (фрегезия) в Португалии, входит в округ Каштелу-Бранку. Является составной частью муниципалитета Пенамакор. По старому административному делению входил в провинцию Бейра-Байша. Входит в экономико-статистический субрегион Бейра-Интериор-Сул, который входит в Центральный регион. Население составляет 184 человека на 2001 год. Занимает площадь 10,00 км².
Покровителем района считается Дева Мария (порт. Nossa Senhora da Silva).